# Ескадрені міноносці типу «Джузеппе Ла Маса»
Ескадрені міноносці типу «Джузеппе Ла Маса» (італ. Classe La Masa) — серія ескадрених міноносців ВМС Італії часів Першої світової війни.

## Історія створення
Ескадрені міноносці типу «Джузеппе Ла Маса» були розроблені фірмою «Одеро» як подальший розвиток есмінців типу «Джузеппе Сірторі».

## Представники
| Корабель                                                              | Виготовлювач                        | Закладено           | Спущено               | У строю                | Доля                                                                      |
| --------------------------------------------------------------------- | ----------------------------------- | ------------------- | --------------------- | ---------------------- | ------------------------------------------------------------------------- |
| «Джузеппе Ла Маса» «Giuseppe La Masa»                                 | «Cantiere navale di Sestri Ponente» | 1 вересня 1916 року | 6 вересня 1917 року   | 28 вересня 1917 року   | Затоплений 11 вересня 1943 року                                           |
| «Анджело Бассіні» «Angelo Bassini»                                    | «Cantiere navale di Sestri Ponente» | 2 жовтня 1916 року  | 2 березня 1918 року   | 1 травня 1918 року     | Потоплений під час авіанальоту 28 травня 1943 року                        |
| «Агостіно Бертані» «Agostino Bertani» «Енріко Козенц» «Enrico Cosenz» | «Cantiere navale di Sestri Ponente» | 23 грудня 1917 року | 6 червня 1919 року    | 13 червня 1919 року    | Затоплений 27 вересня 1943 року                                           |
| «Бенедетто Кайролі» «Benedetto Cairoli»                               | «Cantiere navale di Sestri Ponente» | 1 вересня 1916 року | 28 грудня 1917 року   | 3 лютого 1918 року     | Затонув 10 квітня 1918 року                                               |
| «Джачінто Каріні» «Giacinto Carini»                                   | «Cantiere navale di Sestri Ponente» | 1 вересня 1916 року | 7 листопада 1917 року | 30 листопада 1917 року | Виключений зі складу флоту 31 грудня 1958 року Зданий на злам у 1963 році |
| «Нікола Фабріці» «Nicola Fabrizi»                                     | «Cantiere navale di Sestri Ponente» | 1 вересня 1916 року | 18 липня 1917 року    | 12 липня 1918 року     | Виключений зі складу флоту 1 лютого 1957 року Зданий на злам              |
| «Джузеппе Ла Фаріна» «Giuseppe La Farina»                             | «Cantiere navale di Sestri Ponente» | 29 грудня 1917 року | 12 березня 1919 року  | 19 березня 1919 року   | Підірвався на мінах 4 травня 1941 року                                    |
| «Джакомо Медічі» «Giacomo Medici»                                     | «Cantiere navale di Sestri Ponente» | 2 жовтня 1916 року  | 6 вересня 1918 року   | 13 вересня 1918 року   | Потоплений під час авіанальоту 16 квітня 1943 року                        |

## Конструкція
Порівняно з попереднім типом, есмінці типу «Джузеппе Ла Маса» мали нові 102-мм гармати «102/45 Mod. 1917» та 76-мм гармати «76/40 Mod. 1916 R.M.» замість 40-мм Vickers Mark II.
Через збільшення маси нових артилерійських установок довелось зменшити кількість гармат головного калібру з шести до чотирьох. Але завдяки розміщенню гармат у діаметральній площині потужність бортового залпу не зменшилась.
У 1929 році кораблі перекласифікували у міноносці.
У 1940-1942 роках з кораблів «Анджело Бассіні», «Агостіно Бертані», «Нікола Фабріці» та «Джакомо Медічі» демонтували одну 102-мм гармату та обидві 76-мм гармати. На деяких з них демонтували також один торпедний апарат, а інший перенесли у діаметральну площину.
На всіх кораблях встановили по шість 20-мм гармат.
На «Джачінто Каріні» та «Джузеппе Ла Фаріна» залишили по одній 102-мм гарматі. 76-мм гармати замінені на вісім 20-мм автоматів. Бортові торпедні апарати були демонтовані, замість них у діаметральній площині встановили строєний 533-мм і здвоєний 450-мм торпедні апарати в діаметральній площині. 